# Armin Wenz

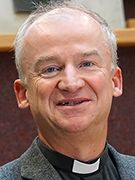
Armin Wenz (ca. 2024)

Armin Wenz (* 25. Februar 1965 in Karlsruhe) ist ein deutscher lutherischer Theologe der Selbständigen Evangelisch-Lutherischen Kirche (SELK).

## Leben
Wenz studierte von 1984 bis 1990 Theologie in Oberursel, Fort Wayne und Erlangen. Von 1991 bis 1993 war er wissenschaftlicher Assistent an der Lutherischen Theologischen Hochschule Oberursel (LThH). Nach dem Vikariat (1993–1995) an der St.-Johannes-Gemeinde Oberursel und der Promotion 1994 an der Friedrich-Alexander-Universität Erlangen bei Reinhard Slenczka war er von 1995 bis 2004 Pfarrvikar und Pfarrer der Heilig-Geist-Gemeinde Görlitz, von 2004 bis 2014 Pfarrer der St.-Johannes-Gemeinde Oberursel und von 2014 bis 2021 Pfarrer der St.-Maria-Magdalena-Gemeinde Halle/Saale und Dessau der SELK. Seit 2021 ist er Professor für Neues Testament an der LThH. Zum WS 2025/26 soll Wenz als Nachfolger von Christian Neddens den Lehrstuhl für Systematische Theologie an der LThH übernehmen.
Seine Forschungsschwerpunkte sind der Apostel Paulus und das Johannesevangelium, außerdem Christologie und Sakramente im Neuen Testament und in der frühen Dogmengeschichte, Auslegungsgeschichte des Neuen Testaments (vor allem Frühe Neuzeit) und die Philologia Sacra der lutherischen Orthodoxie.
Wenz ist Mitglied der Theologischen Kommission der SELK, des Lutherischen Einigungswerkes, wo er seit 2023 im Geschäftsführenden Ausschuss mitarbeitet, der Juristen-Vereinigung Lebensrecht, der Internationalen Löhe-Gesellschaft und im Netzwerk Wissenschaftsfreiheit.

## Ehrungen
- Ehrendoktorwürde des Concordia Theological Seminary der LCMS, Fort Wayne, Indiana (USA), 23. Mai 2025.[6]

## Schriften (Auswahl)
- Das Wort Gottes – Gericht und Rettung. Untersuchungen zur Autorität der Heiligen Schrift in Bekenntnis und Lehre der Kirche. Vandenhoeck&Ruprecht, Göttingen 1996, ISBN 3-525-56282-9.
- Sana Doctrina. Heilige Schrift und theologische Ethik. Verlag Peter Lang, Frankfurt am Main 2004, ISBN 3-631-53054-4.
- mit Wilhelm Höhn: Heilige Meditationen von Johann Gerhard. Freimund-Verlag, Neuendettelsau 2008, ISBN 978-3-86540-055-0.
- Philologia Sacra und Auslegung der Heiligen Schrift. Studien zum Werk des lutherischen Barocktheologen Salomon Glassius (1593–1656). De Gruyter, Berlin 2020, ISBN 3-11-064948-9.
- Schriftautorität in den evangelisch-lutherischen Bekenntnisschriften. Schriftverständnis und Schriftgebrauch im Konkordienbuch von 1580 (= Oberurseler Hefte, Ergänzungsbände, Bd. 30). Edition Ruprecht, Göttingen 2025, ISBN 978-3-8469-0415-2.